# (11915) Nishiinoue
(11915) Nishiinoue est un astéroïde de la ceinture principale.

## Description
(11915) Nishiinoue est un astéroïde de la ceinture principale. Il fut découvert le 23 septembre 1992 à Kitami par Kin Endate et Kazuro Watanabe. Il présente une orbite caractérisée par un demi-grand axe de 2,32 UA, une excentricité de 0,20 et une inclinaison de 5,4° par rapport à l'écliptique.

## Compléments